# Бурштинський палац культури енергетиків «Прометей»
Бурштинський палац культури енергетиків «Прометей» — Палац культури в місті Бурштин, є значним культурним і мистецьким осередком міста та району, в якому працюють численні культурно-мистецькі й творчі колективи Галицького району й міста. Перебуває у віданні дирекції Бурштинської ТЕС.

## Загальні дані
Палац культури енергетиків «Прометей» розташований у величній, спеціально зведеній функціональній споруді на кручі над Бурштинським водосховищем.
Для здійснення своєї діяльності палац має відповідну матеріальну базу, а саме:
- 2 зали — кіноконцертний на 700 місць та малий зал на 250 місць;
- конференц-зал на 60 місць
- Музей визвольних змагань Галицького району
- кафе-бар для відвідувачів;
- бібліотека з читальним залом;
- спортзал;
- приміщення для гуртково-митецької творчості.

Постійний штат робітників закладу становить близько 11 осіб.

## Культурний осередок
Попри відомчий статус «Прометей» завжди відігравав роль одного з найбільших культурних осередків міста. Завдяки потужностям — площам і технічному оснащенню він якнайкраще пристосований для проведення культурних та суспільних заходів — концертів, виставок, ярмарок, аукціонів різноманітного профілю. Палац культури «Дружба народів» — це також домівка для 11 професійних творчих колективів, 6 творчих гуртків, які відвідують близько 500 дітей.
Серед творчих колективів, що працюють у «Прометеї», чия діяльність відома не лише в місті, а й у країні:
- народний самодіяльний ансамбль танцю «Вихор» — створений у 1971 році. Керівник — хореограф Пушкар Г.С. У програмі — танці народів світу, українські народні й сучасні танці, хореографічні композиції, сюжетні танці, хороводи;
- три танцювальних колективи (дитячий, сучасного танцю)
- народна чоловіча капела «Дзвін» — створена у 1990 році. Репертуар хору: український фольклор, стрілецькі та повстанські пісні, українські народні пісні, пісні народів світу, церковні переспіви. Колектив активно гастролює по Україні й за кордоном;
- народний самодіяльний театр;
- народний вокальний жіночий ансамбль «Берегиня» — багаторічний пропагандист української пісні – як народної, так і авторської.

Основний напрям роботи в Палацу культури – розвиток художньої самодіяльності.Однак, цим робота колективу не обмежується. На сцені Бурштинський палац культури енергетиків «Прометей» часто виступають професійні виконавці, ставляться вистави професійними театрами, поводяться конкурси,фестивалі, театралізовані свята, виставки, дискотеки, тематичні вечори. Всього в «Палаці енергетиків» у 18 гуртках художньої самодіяльності, займається більше ніж 300 учасників, з них близько 250 – діти й підлітки.
В Палаці енергетиків розміщається Музей визвольних змагань Галицького району — В музеї знаходяться зібрані матеріали про події Другої світової війни на території краю, видатні постаті, роботу місцевої інтелігенції тих часів. Є понад 300 фотографій, зброя, макети криївок, архівні документи, карти бойових дій. 

## Історія
Палац культури енергетиків Бурштинської ТЕС був зведений 1971 року й відразу ж став не лише архітектурною прикрасою Бурштина, а й головним осередком культури й дозвілля міста та всього Опілля. І сам комплекс, і майдан перед ним, є традиційним місцем проведенням різноманітних культурних заходів. Фактично «Палац енергетиків» є головною сценою (концертним майданчиком) міста й Опільнянського регіону, на якій виступають всі відомі гастролюючі виконавці України та області. Тут же проходять різноманітні інші культурно-масові заходи, акції, шоу, торгівельні виставки.

## Виноски
1. ↑  http://[www.museum.if.ua/museums/r5/90.html]